# Mecistocephalus manokwarius
Mecistocephalus manokwarius är en mångfotingart som beskrevs av Chamberlin 1944. Mecistocephalus manokwarius ingår i släktet Mecistocephalus och familjen storhuvudjordkrypare. Inga underarter finns listade i Catalogue of Life.